# 平田智也
平田 智也（ひらた ともや、1994年2月27日 - ）は、日本棋院東京本院所属の囲碁棋士。八段。宋光復九段門下。洪道場出身のプロ棋士第1号。広島県出身。主な実績に第29期阿含・桐山杯優勝、第14回若鯉戦優勝、第41期名人戦リーグ入り。妻は声優の照井春佳。

## 来歴
日本棋院の2009年夏季棋士採用試験において、4月 - 6月の院生研修の総合成績1位によりプロ入りが決定。同期に藤沢里菜（女流本因坊・女流名人など獲得）・沼舘沙輝哉・鶴田和志など。9月1日入段。
2010年4月、国際戦のLG杯予選で李瑟娥初段、白興秀五段、朱亨煜五段を破るも李赫二段に敗退。
2011年8月、国際戦の三星火災杯予選で林修平三段、崔丙煥二段を破るも毛睿龍四段に敗退。
2014年3月2日、25周年記念囲碁千里杯（非公式戦）で準優勝（決勝戦で鈴木伸二四段に敗退）。
2015年9月、第40期新人王戦で決勝三番勝負まで進出するも、許家元三段に0勝2敗で敗れ初タイトル獲得はならず。10月29日には、第41期名人戦最終予選を制し、自身初の三大棋戦リーグ入りを果たす。これにより、翌30日付で七段に飛付昇段。同年12月から翌2016年8月にかけて行われた名人戦リーグでは、2勝6敗の8位に終わりリーグ陥落。
2017年4月、非公式戦の第1回トライカッププロ囲碁団体戦で謝依旻女流名人・本木克弥七段とチームを組み優勝。
2019年11月、第14回若鯉戦では決勝戦で六浦雄太七段を破り優勝、地元広島県で自身初のタイトルを獲得した。
2022年度、第29期阿含・桐山杯では本戦進出。準決勝で一力遼棋聖を、決勝戦で井山裕太四冠を一目半差で下して、全棋士参加棋戦での初優勝を果たした。
2023年、第48期棋聖戦でCリーグ優勝となり、決勝トーナメント進出。

## その他
- 東京都立白鷗高等学校・附属中学校出身。伝統文化への理解のある同校に同じく囲碁・将棋の特別枠で入学した将棋棋士・三枚堂達也とは中学時代からの友人[12]。
- 2020年4月から9月にかけて『囲碁フォーカス』の講師を務めた。
- 2014年まで、NHK杯テレビ囲碁トーナメントで記録係を務めた。
- 2014年2月11日、第1回囲碁電王戦に棋士代表として出場。プログラム「Zen」と9路盤対局を2局行い、いずれも勝利している。
- メモリースポーツ日本チャンピオンの平田直也は実弟。
- 広島東洋カープの大ファン[13]。
- 2021年3月3日、声優の照井春佳と結婚したことを自身のTwitterで報告した[14]。出会いは2020年8月に行われた日本棋院発行の『週刊碁』の取材[2]。

## 棋歴

### 獲得タイトル
- 阿含・桐山杯 1期（第29期=2022年度）
- 若鯉戦 1期（第14回=2019年度）

### 良績等
- 棋聖戦 Cリーグ優勝（第48期=2023年度）
- 名人戦 リーグ入り（第41期=2016年度）
- 新人王戦 準優勝（第40期=2015年度）
- 25周年記念囲碁千里杯 準優勝（非公式棋戦）
- トライカッププロ囲碁団体戦 優勝（非公式棋戦、第1回）
- 阿含・桐山杯日中決戦 出場（敗北、第23期=2022年度）

### 昇段履歴
- 2009年9月1日 初段[15]（夏期棋士採用試験 総合1位）
- 2011年2月1日 二段[16]（2010賞金ランキング）
- 2012年1月1日 三段[17]（2011賞金ランキング）
- 2015年1月1日 四段[18]（2014賞金ランキング）
- 2015年10月30日 七段[19]（第41期名人戦リーグ入り=飛付昇段）
- 2023年1月27日 八段[20]（勝数規定=対象棋戦通算150勝）